# Міжштатна автомагістраль 97
Міжштатна автомагістраль 97 (Interstate 97, I-97) — шосе, що входить до складу системи міжштатних автомагістралей у США та повністю розташоване в межах округу Енн-Арундел, Меріленд. Розпочинається у Аннаполісі від перетину US 50 та US 301 і від непозначеного I-595 до кільцевої дороги Балтимору. Спочатку планувалося як під'їзна дорога з назвою Interstate 297, та мала бути збудована вздовж коридору мерілендського шосе 3 (англ. Maryland Route 3), однак запропонований маршрут був відмінений через опозицію місцевих жителів. Після завершення будівництва, у 1993 році, шосе стало найкоротшим шосе у країн, єдиним шосе, що повністю розташоване в одному окрузі та єдиним шосе що не приєднане до інших шосе з двозначним номером серед усіх шосе з двозначним номером.